# Степановский (Башкортостан)
Степановский — упразднённый хутор в Калтасинском районе Республики Башкортостан России. Входил в состав Кучашевского сельсовета (с 2005 года — территория Новокильбахтинского сельсовета). Жили русские (1959).

## География
Располагался в 31 км к востоку от райцентра и в 39 км к югу от ж.‑д. ст. Янаул.

## История
Основан после 1925 на территории Бирского кантона.
Существовал до 1970‑х гг.

## Население
В 1939 насчитывалось 52 человек, в 1959 — 42, в 1969 — 63 человека.